# Comune distrettuale di Telšiai
Il comune distrettuale di Telšiai è uno dei 60 comuni della Lituania, situato nella regione della Samogizia.